# 非馬
非马（1936年10月17日—），原名「马为义」，英文名，美国华裔作家、核能工程學家、台灣詩人、翻譯家及艺术家。

## 經歷
出生于日治台灣的台中市，旋即随家人迁回原籍广东潮阳乡下，1948年再度回到台湾，台北工专机械科毕业后，于1961年到美国留学，先后获得馬凱特大學的机械硕士及威斯康辛大学的核工博士学位，之后在美国能源部属下的阿冈国家研究所从事能源研究工作多年，发表科技论文上百篇。但文学，特别是现代诗的写作与翻译，始终是他的兴趣与追求。退休后并从事绘画及雕塑创作，在美国及中国各地举办过多次个展及合展。
非马曾担任过美国伊利诺州诗人协会的会长，并成为芝加哥诗人俱乐部的会员。他曾获“吴浊流文学奖”、“笠诗创作奖”、“笠诗翻译奖”、“伊利诺州诗赛奖”、芝加哥“诗人与赞助者诗奖”、《诗潮》诗歌翻译奖、台灣中國文藝協會頒發的第六十屆中國文藝獎章（海外詩歌獎）、意大利國際文藝委員會頒發的終身成就獎及《馬奎斯世界名人錄》（Marquis Who's Who）終身成就獎等。

## 作品
非马已出版了二十三本诗集（包括两本以William Marr名字出版的英文诗选Autumn Window及Between Heaven and Earth），三本散文集，还有多种译诗及译文选集等。另外，他还编选了几本中国及台湾现代诗选。他的作品被收入一百多种选集，包括两岸及英国和德国的教科书。其作品被译成英语、德语、斯拉夫语、西班牙语、日语、韩语、马来语、希伯来语、法语及罗马尼亚语等。

## 非马著作列表

### 诗创作
- 《在风城》（中英对照）笠诗刊社，台北，1975
- 《非马诗选》台湾商务印书馆『人人文库』， 台北，1983
- 《白马集》时报出版公司，台北，1984
- 《非马集》三联书店『海外文丛』，香港，1984
- 《笃笃有声的马蹄》笠诗刊社，『台湾诗人选集』，台北，1986
- 《路》尔雅出版社，台北，1986。
- 《非马短诗精选》海峡文艺出版社，福州，1990
- 《飞吧！ 精灵》晨星出版社，台中，1993
- 《非马自选集》贵州人民出版社『中国当代诗丛』，1993
- 英文诗集 AUTUMN WINDOW，Arbor Hill Press，芝加哥，1995初版；1996再版
- 《微雕世界》台中市立文化中心，台中，1998
- 《没有非结不可的果》，书林出版公司，台北，2000
- 《非马的诗》，花城出版社，广州，2000
- 《非马短诗选》（中英对照），银河出版社，香港，2003
- 《非马集》国立台湾文学馆，台南，2009[6]
- 英文诗集BETWEEN HEAVEN AND EARTH，PublishAmerica， Maryland，2010
- 《你是那风》,非马新诗自选集第一卷(1950-1979),秀威资讯,台北,2011
- 《四人集》（合集）中国友谊出版公司，北京，1985
- 《四国六人诗选》（合集）华文出版公司，中国，1992
- 《宇宙中的绿洲 -12人自选诗集》（合集）国际文化出版公司，北京，1996
- 《你是那风》-《非马新诗自选集》第一卷(1950-1979)，秀威资讯，台北，2011
- 《梦之图案》-《非马新诗自选集》第二卷(1980-1989)，秀威资讯，台北，2011
- 《蚱蜢世界》-《非马新诗自选集》第三卷(1990-1999)，秀威资讯，台北，2012.7
- 《日光围巾》-《非马新诗自选集》第四卷(2000-2012)，秀威资讯，台北，2012.10
- 《非马情诗选》（Collected Love Poems by William Marr）, 汉英，电子书，华语文学网，2015
- 《你我之歌》 （CHANSONS POUR TOI ET MOI），非马汉法双语诗选，萨拉西（Athanase Vantchev de Thracy）译，

法国索伦扎拉文化学院（The Cultural Institute of Solenzara） 出版，2014
- 《芝加哥小夜曲》，非马汉英法三语诗选，法国索伦扎拉文化学院（The Cultural Institute of Solenzara） 出版，2015
- 《塞尚的靜物及其它的詩》（Cezanne's Still Life and other poems, English/Italian），英意雙語詩選，

肯皮西意譯( Italian translator: Giovanni Campisi，意大利宇宙出版社出版 (Edizioni Universum)，2018.9
- 《畫像及其它的詩》(Portrait and Other Poems, English/Italian）,英意雙語詩選，

肯皮西意譯( Italian translator: Giovanni Campisi，意大利宇宙出版社出版 (Edizioni Universum)，2019.3

### 散文随笔
- 《凡心动了》花城出版社，广州，2005
- 《不为死猫写悼歌》,秀威资讯,台北,2011
- 《大肩膀城市芝加哥》，秀威资讯,台北,2015

### 翻譯作品

#### 英译中
- 《裴外的诗》大舞台书苑，高雄，1978
- 《头巾--南非文学选》（合集）名流出版社『世界文库』，台北，1987
- 《紧急需要你的笑》（幽默文集）晨星出版社，台中，1991
- 《织禅》晨星出版社，台中，1993
- 《让盛宴开始--我喜爱的英文诗》（英汉对照），书林出版社，台北，1999

#### 中译英
- CHANSONS，白萩诗集《香颂》，巨人出版社，台北，1972
- CHANSONS，白萩诗集《香颂》，石头出版社，台北，1991
- THE BAMBOO HAT，笠诗选，笠诗刊社，台北，1973
- SONGS OF MY OWN, 李青淞詩集《隱行者：我之歌》, 作家出版社，北京，2015

### 主编
- 《台湾现代诗四十家》人民文学出版社，北京，1989
- 《朦胧诗选》新地出版社，台北，1988
- 《顾城诗集》新地出版社，台北，1988
- 《台湾现代诗选》文艺风出版社，香港，1991
- 《台湾诗选》花城出版社，广州，1991

### 关于非马的书及论文
- 《非马诗歌艺术》，杨宗泽编，作家出版社，北京，1999
- 《非马诗创造》，刘强著，中国文联出版社，北京，2001
- 《非马及其现代诗研究》，江慧娟，硕士论文，高雄师范大学国文学系，2004
- 《非马飞吗 -- 非马现代诗研讨会论文集》，郑万发选编，长征出版社，2004
- 《非马艺术世界》，唐玲玲/周伟民编著，花城出版社，广州，2010
- 《非马动物诗创作意涵探析》,蓝治平,硕士论文,高雄师范大学国文学系，2011
- 《非马诗天地》，刘强著，新世紀美學，台北，2017.2
- 《非马双语短诗鉴赏》张智中著，天津大学出版社，2018.11

## 外部連結
- 非马艺术世界 （页面存档备份，存于）
- 非马艺术世界--新址 （页面存档备份，存于）
- 非马新浪博客 （页面存档备份，存于）
- 风笛诗社非马作品 （页面存档备份，存于）
- 非马诗文光谱 （页面存档备份，存于）
- 诗生活--非马的诗 （页面存档备份，存于）
- 北美枫--非马专栏 （页面存档备份，存于）
- 澳洲长风论坛--非马飞吗？ （页面存档备份，存于）
- 美华文学--非马个人主页 （页面存档备份，存于）
- 伊甸文苑--非马 （页面存档备份，存于）
- 湾区华人--非马专栏 （页面存档备份，存于）
- 非马的部落格 （页面存档备份，存于）
- 非马脸书
- Hello Poetry （页面存档备份，存于）